# Galuchat
Le galuchat (1755 galucha, de Jean-Claude Galluchat, nom de l'inventeur, mort en 1774) est un cuir de poisson cartilagineux (de raie ou de requin) utilisé depuis longtemps en ébénisterie, gainerie, et plus récemment en maroquinerie.
À mi-chemin entre le cuir et le minéral, le galuchat est recouvert de denticules cutanés d'origine dermo-épidermique, donc difficile à tanner. Il présente différents aspects : granuleux et brillant, ou bien poncé : dans ce cas, il est lisse et laisse apparaître une surface cloisonnée de petites cellules qui sont autant de petites rangées de perles scintillantes.

## Histoire

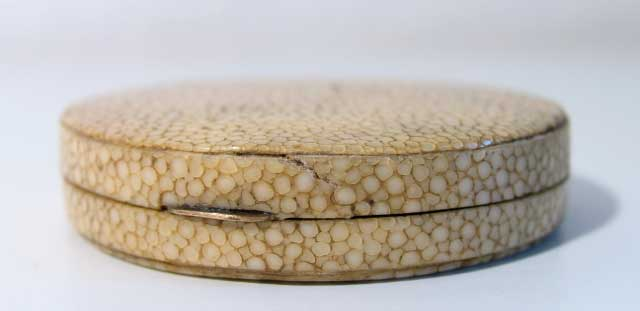
Boîte en galuchat.

L'utilisation de peaux de poisson en gainerie est très ancienne. C'est en Extrême-Orient qu'on trouve les premiers objets gainés de peaux de poissons : dès le VIIIe siècle au Japon : inrōs (petites boîtes à médecine accrochées à la ceinture), plastrons, fourreaux (sayas) et poignées (tsukas recouvertes par le same) des sabres (katanas et wakisashis).
En Europe, les premières traces d'utilisation avérées remontent au XVIe siècle. Pierre Belon (1517-1564) affirme que l'on couvrait ainsi les poignées de dagues et des épées. De même, lors d'un voyage aux Pays-Bas entre 1520 et 1521, le graveur allemand Albrecht Dürer (1471-1528) note dans ses comptes l'achat d'objets divers couverts de poissons venant des « Indes». Ces poissons se pêchaient dans la mer Rouge, l'Océan Indien et la mer de Chine ; c'est la raison pour laquelle le galuchat est quelquefois appelé requin de Chine.
À cette date, le terme de « galuchat » n'était pas encore apparu. D'après Jean Perfetini, il faut chercher à « chien de mer » pour obtenir quelques renseignements relatifs à l'utilisation de la peau de poisson. Cette « peau de chien (de mer) » était travaillée à Paris, au Faubourg Saint-Antoine, près de la Bastille, et ce serait elle qui serait évoquée dans la chanson d'Aristide Bruant, Nini peau d'chien.
L'origine du mot « galuchat » remonte, en fait, au XVIIIe siècle. C'est le nom du premier artisan qui, en Occident, a su travailler le cuir de roussette et de raie. Jean-Claude Galluchat (avec deux « l ») était un maître gainier du roi Louis XV... ou plutôt de la marquise de Pompadour « qui ne passait pas une semaine sans qu'elle n'achetât un petit objet qui était souvent du galuchat ». Cet artisan fit tellement référence à son époque en habillant de cette peau de poisson les objets les plus rares (coffres, malles, poignées d'épées, etc.) que le nom propre devint synonyme de la matière,.
Le galuchat, longtemps oublié, revint à la mode dans les années 1930 (période art déco avec Paul Iribe et Clément Rousseau, Adolphe Chanaux, André Groult, Jacques-Emile Ruhlmann), sombra à nouveau dans l'oubli puis revint en force depuis 1985 dans l'ameublement, mais aussi dans la maroquinerie et la gainerie.
Actuellement, le galuchat le plus réputé est en raie pastenague. Les grandes marques ainsi que des créateurs locaux l'utilisent en maroquinerie. Le galuchat est un cuir qui peut être patiné.

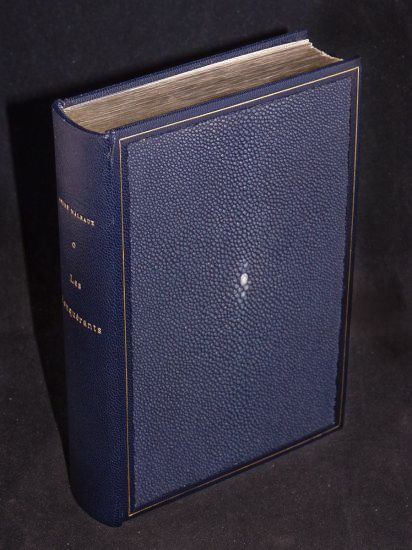
Reliure en Galuchat signée Goy & Vilaine sur un exemplaire des Conquérants d'André Malraux.

## Types de galuchat
Il existe deux types de galuchat : le galuchat à petits grains et le galuchat à gros grains.
- Le galuchat à petits grains peut provenir de la roussette, du chien de mer (vraisemblablement l'aiguillat) ou du requin du Groenland. Il existe deux variétés de roussettes : la petite roussette (Scyliorhinus canicula), parfois appelée « peau de chagrin »  parce qu'elle se rétrécit beaucoup au séchage, et la grande roussette (Scyliorhinus stellaris). Les anglophones utilisent pour la petite roussette le mot français « chagrin » : shagreen.
- Le galuchat à gros grains provient de la raie Pastinachus sephen (pastenague plumetée).